# Mayen-Koblenz
Mayen-Koblenz là một huyện (Kreis) ở phía bắc của Rheinland-Pfalz, Đức. Các huyện giáp ranh (từ phía bắc theo chiều kim đồng hồ) là: Ahrweiler, Neuwied, Westerwaldkreis, Koblenz, Rhein-Lahn, Rhein-Hunsrück, Cochem-Zell, và Vulkaneifel.

## Lịch sử
Huyện đã được thành lập vào năm 1973 khi hai huyện, Mayen và Koblenz được sáp nhập.
Huyện này kết nghĩa với Waverley ở Surrey nam Anh từ năm 1977.

## Địa lý
Hai con sông chính chảy qua huyện này là Rhine và Moselle, hợp lưu ở Deutsches Eck ở Koblenz. Khu vực phía tây của huyện là núi Eifel. Huyện có hồ lớn Laacher See, một miệng núi lửa 12000 năm trước.

## Thị xã và đô thị
| Verband-free towns               |
| -------------------------------- |
| 1. Andernach 2. Bendorf 3. Mayen |

| Verbandsgemeinden | Verbandsgemeinden | Verbandsgemeinden |
| --- | --- | --- |
| - 1. Maifeld 1. Einig 2. Gappenach 3. Gering 4. Gierschnach 5. Kalt 6. Kerben 7. Kollig 8. Lonnig 9. Mertloch 10. Münstermaifeld2 11. Naunheim 12. Ochtendung 13. Pillig 14. Polch1, 2 15. Rüber 16. Trimbs 17. Welling 18. Wierschem - 2. Mendig 1. Bell 2. Mendig1, 2 3. Rieden 4. Thür 5. Volkesfeld - 3. Pellenz [Trụ sở chính: Andernach] 1. Kretz 2. Kruft 3. Nickenich 4. Plaidt 5. Saffig | - 4. Rhens 1. Brey 2. Rhens1, 2 3. Spay 4. Waldesch - 5. Untermosel 1. Alken 2. Brodenbach 3. Burgen 4. Dieblich 5. Hatzenport 6. Kobern-Gondorf1 7. Lehmen 8. Löf 9. Macken 10. Niederfell 11. Nörtershausen 12. Oberfell 13. Winningen 14. Wolken - 6. Vallendar 1. Niederwerth 2. Urbar 3. Vallendar1, 2 4. Weitersburg | - 7. Vordereifel [Trụ sở chính: Mayen] 1. Acht 2. Anschau 3. Arft 4. Baar 5. Bermel 6. Boos 7. Ditscheid 8. Ettringen 9. Hausten 10. Herresbach 11. Hirten 12. Kehrig 13. Kirchwald 14. Kottenheim 15. Langenfeld 16. Langscheid 17. Lind 18. Luxem 19. Monreal 20. Münk 21. Nachtsheim 22. Reudelsterz 23. Sankt Johann 24. Siebenbach 25. Virneburg 26. Weiler 27. Welschenbach - 8. Weißenthurm 1. Bassenheim 2. Kaltenengers 3. Kettig 4. Mülheim-Kärlich2 5. Sankt Sebastian 6. Urmitz 7. Weißenthurm1, 2 |
| 1thủ phủ của Verbandsgemeinde; 2thị xã | | |